# Самацаи
Самацаи (итал. Samatzai) је насеље у Италији у округу Каљари, региону Сардинија.
Према процени из 2011. у насељу је живело 1671 становника. Насеље се налази на надморској висини од 164 м.

## Становништво
Према резултатима пописа становништва 2011. у општини је живело 1.720 становника.
| 1931. | 1936. | 1951. | 1961. | 1971. | 1981. | 1991. | 2001. | 2011. |
| ----- | ----- | ----- | ----- | ----- | ----- | ----- | ----- | ----- |
| 1.557 | 1.578 | 1.705 | 1.754 | 1.574 | 1.678 | 1.708 | 1.746 | 1.720 |